# Ángel Capuano
António Ángel Capuano (Buenos Aires, 25 gennaio 1910 – 21 febbraio 1958) è stato un calciatore argentino, di ruolo portiere.

## Carriera
Ha esordito in Serie A nel Genova 1893 il 22 dicembre 1935, nella sconfitta casalinga dei rossoblu per 2-0 contro il Torino.